# Бізнесмен: жахлива казка
«Бізнесмен: жахлива казка» (англ. The Businessman: A Tale of Terror) — темно-фентезійний роман американського письменника Томаса Діша, що вийшов 1984 року у видавництві «Harper & Row». «Бізнесмен» — це сучасний роман, жанр, в якому Діш — найбільшого визнання досяг роботами у галузі наукової фантастики — до цього часу не працював, хоча всі його наступні романи для дорослих вже мали елементи цього жанру.

## Сюжет
У романі розповідається про Роберта Гландьє, бізнесмена зі штату Міннеаполіс, який вбиває свою дружину Жизель, а згодом вона починає його переслідувати. Смерть свекрухи Роберта, Джой-Енн Енкер, звільняє дух її доньки Жизель та дозволяє останній бродити світом, який, зрештою, відкладає свій відхід у загробне життя, щоб допомогти своїй доньці. Окрім головних героїв, розповідається про різних історичних персонажів, зокрема привид поета Джона Беррімана, який внаслідок самогубства 1972 року залишився в посмертному стані, а також Аду Ісаак Менкен, актрису 19 століття, яка проводить Джой-Енн через загробне життя. «Бізнесмен: жахлива казка» — сумний та ретельно спланований метафізичний трилер, який прослідковує численні погляди у взаємодії їх персонажів, який завершується сексуальною зустріччю між привидом Жизель та її вбивцею Гландьє. Результатом цього зв'язку стане демонічний плід. Одним з головних персонажів є всезнаючий оповідач, який пояснює читачеві, що «Джерело везіння має свої улюблені кров'яні лінії, для яких не існує бухгалтерського обліку» і що сім'я Анкерсів, хоч й лінива та міщанська, благословляється везінням незалежно від їх слабких місць.

## Відгуки
Вийшов влітку 1984 року й продавався Harper & Row як цікава книга для прочитання влітку, «Бізнесмен» схвально схарактеризували періодичні видання, серед яких журнали Тайм та «Ньюсвік», хоча Меріон Зіммер Бредлі жорстко розкритикувала його. Проте роман так і не став бестселером, через що його у м'якій обкладинці так і не видали. Ситуація змінилася після виходу чергового роману Діша «М. Д.: Історія жахів» (1991), який став бестселером.
Романи «М. Д.: Історія жахів», «Священик: готичний роман» (1994) та «Суб: дослідження чаклунства» (1999) об'єднані одним і тим же «мета-Міннеаполісом» (термін Діша), кожен містить формальне нововведення — демонічна дитина, народжена привидом та її вбивця — Діш вважав цю ідею унікальною у фантастичній літературі.
Роман увійшов до «Фентезі: 100 найкращих книг» Джеймса Кауторна та Майкла Муркока.